# Mauvaise Fille (film, 2012)
Pour les articles homonymes, voir Mauvaise Fille et Bad Girl.
Pour plus de détails, voir Fiche technique et Distribution.
Mauvaise Fille est un drame français réalisé par Patrick Mille. Le film est sorti en France le 28 novembre 2012.

## Synopsis
Louise va avoir un enfant. Sa mère, en rémission d'une chimiothérapie, et son père, un chanteur de rock, reprennent contact avec elle.

## Fiche technique
- Titre : Mauvaise Fille
- Réalisation : Patrick Mille
- Scénario : Patrick Mille et Justine Lévy
- Directeur de la photographie : Jérôme Alméras
- Montage : Yann Dedet
- Musique : Syd Matters
- Décor : Benoît Barouh
- Costume : Marie-Laure Lasson
- Producteur : Dimitri Rassam, Laurent Pétin et Michèle Pétin
- Production : ARP Sélection, France 3, Ufilm et Chapter 2
- Distribution : ARP Sélection et Kinology
- Pays :  France
- Genre : drame
- Durée : 108 minutes
- Sortie : 28 novembre 2012

## Distribution
- Izïa Higelin : Louise
- Carole Bouquet : Alice
- Bob Geldof : Georges
- Arthur Dupont : Pablo
- Joana Preiss : Brigitte
- Jacques Weber : Professeur Lecoq
- Ingil Valenti : Louise enfant
- Balla Gagny Diop : Assistant photographe
- Céline Samie : L'infirmière 2
- Pierre Louis-Calixte

## Anecdotes
Le film a été tourné en partie sur l'île de Houat (Morbihan).

## Distinctions
- 2013 : Étoile d'or du cinéma français de la révélation féminine pour Izïa Higelin[2]
- Césars 2013 : César du meilleur espoir féminin pour Izïa Higelin